# Ludwik Gawroński
Ludwik Józef Gawroński (ur. 9 listopada 1939 w Dysie) – polski muzykolog i publicysta.

## Życiorys
Syn Józefa (1909–1983) i Heleny z Kosiorów (1919-2010). W 1964 ukończył muzykologię na Katolickim Uniwersytecie Lubelskim. W latach 1973–1995 był instruktorem muzycznym w Garnizonowym Klubie Oficerskim oraz organistą w kościele OO. Kapucynów przy Krakowskim Przedmieściu 42 w Lublinie (1966–2006). Obecnie jest emerytowanym nauczycielem muzyki i publicystą.

## Twórczość
W swoim dorobku naukowym ma ponad 500 artykułów z dziejów muzyki polskiej i przeszłości m. Lublin. Długoletni współpracownik "Kuriera Lubelskiego", dwutygodnika "Ruch Muzyczny" i kwartalnika literackiego "Akcent". Ponadto wydał pozycje książkowe: "O hejnałach i trębaczach w dawnym Lublinie" (1995), "Muzyka religijna w Lublinie w latach 1574–1794" (1996) i "Saga Rodu Wieniawskich" (2003). W przygotowaniu znajdują się dwie kolejne publikacje: "Muzyka religijna w Lublinie w latach 1795–1918" oraz "Słownik muzyków lubelskich XV - XX w." Jest inicjatorem i współzałożycielem (1996) Ogólnopolskiego Stowarzyszenia Miłośników Hejnałów Miejskich z siedzibą w Lublinie oraz członkiem Stowarzyszenia Polskich Muzyków Kościelnych (od 2001).